# Crematogaster nocturna
Crematogaster nocturna es una especie de hormiga acróbata del género Crematogaster, categorizada en la tribu Crematogastrini, de la subfamilia Myrmicinae. Fue descrita por Buren en 1968.

## Distribución
Se distribuye por América del Norte: Estados Unidos.

## Hábitat
Habita en bosques ribereños de robles, vegetación ribereña, sobre la madera muerta y en nidos. Se ha encontrado a elevaciones de 696-2320 m s. n. m.